# 로스트 시즌 5
미국의 드라마 로스트의 5번째 시즌은 미국의 방송국 ABC와 캐나다의 방송국 A에 2009년 1월에 방영을 시작해 5월 13일에 끝을 맺었다. 이 시즌은 오세아닉 에어라인 815편이 남태평양 어느 한 섬에 추락해 살아남은 자 들중 섬에서 탈출한 자들과 섬에 남아 섬에서 알 수 없는 장소와 시간을 여행하고 거기서 거주하는 자들의 이야기를 다루고 있다.

## 인용
1. ↑  “ABC Announces Finale Dates Plus Two Returns”. ABC Medianet. 2009년 3월 16일. 2009년 3월 16일에 확인함.